# Gradsko-kotarska nogometna liga Rijeka 1963./64.
Gradsko-kotarska nogometna liga Rijeka, također i pod nazivima Gradsko-kotarsko prvenstvo Rijeke, Kotarsko nogometno prvenstvo Rijeke, Kotarska liga Rijeka je bila liga četvrtog stupnja nogometnog prvenstva Jugoslavije u sezoni 1963./64. 
 
Sudjelovalo je 6 klubova, a prvak je bila "Crikvenica".    

## Ljestvica
| mj. | klub                     | ut. | pob. | ner. | por. | gol+ | gol- | bod |
| --- | ------------------------ | --- | ---- | ---- | ---- | ---- | ---- | --- |
| 1.  | Crikvenica               | 10  | 7    | 1    | 2    | 41   | 19   | 15  |
| 2.  | Risnjak Lokve            | 10  | 7    | 1    | 2    | 31   | 28   | 15  |
| 3.  | Draga (Mošćenička Draga) | 10  | 5    | 1    | 4    | 28   | 17   | 11  |
| 4.  | Borac Bakar              | 10  | 3    | 2    | 5    | 21   | 31   | 8   |
| 5.  | Pomorac Kostrena         | 10  | 3    | 1    | 6    | 16   | 26   | 7   |
| 6.  | Rječina Dražice          | 10  | 2    | 0    | 8    | 15   | 31   | 4   |

## Rezultatska križaljka
| kratica | klub                     | BOR | CRI | DEA | POM | RIS | RJE |
| --- | ------------------------ | --- | --- | --- | --- | --- | --- |
| BOR | Borac Bakar              |     |     |     |     |     |     |
| CRI | Crikvenica               |     |     |     |     |     |     |
| DRA | Draga (Mošćenička Draga) |     |     |     |     |     |     |
| POM | Pomorac Kostrena         |     |     |     |     |     |     |
| RIS | Risnjak Lokve            |     |     |     |     |     |     |
| RJE | Rječina Dražice          |     |     |     |     |     |     |
| |                          |     |     |     |     |     |     |
| podebljan rezultat - utakmice od 1. do 5. kola (1. utakmica između klubova) rezultat normalne debljine - utakmice od 6. do 10. kola (2. utakmica između klubova) rezultat nakošen - nije vidljiv redoslijed odigravanja međusobnih utakmica iz dostupnih izvora rezultat smanjen * - iz dostupnih izvora nije uočljiv domaćin susreta prekrižen rezultat - poništena ili brisana utakmica p - utakmica prekinuta 3:0 p.f. / 0:3 p.f. - rezultat 3:0 bez borbe n.i. - nije igrano |                          |     |     |     |     |     |     |

 Izvori:

## Unutrašnje poveznice
- Riječko-istarska nogometna zona – Riječka skupina (Podsavezna liga Rijeka) 1963./64.